# Hermann von François
Hermann Karl Bruno von François (Luxemburg, 31 januari 1856 – Berlijn-Lichtervelde, 15 mei 1933) was een eigenzinnig Duits General der Infanterie in de Eerste Wereldoorlog.

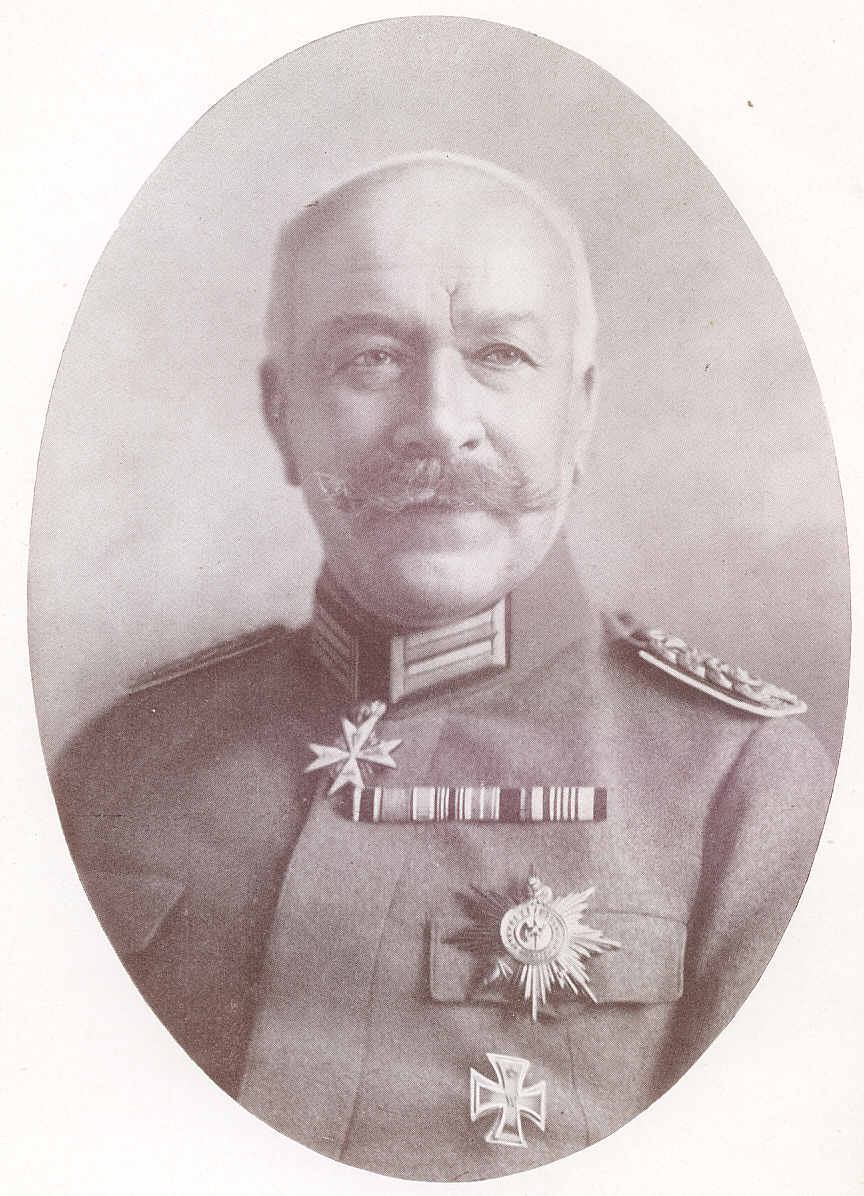
Hermann von François

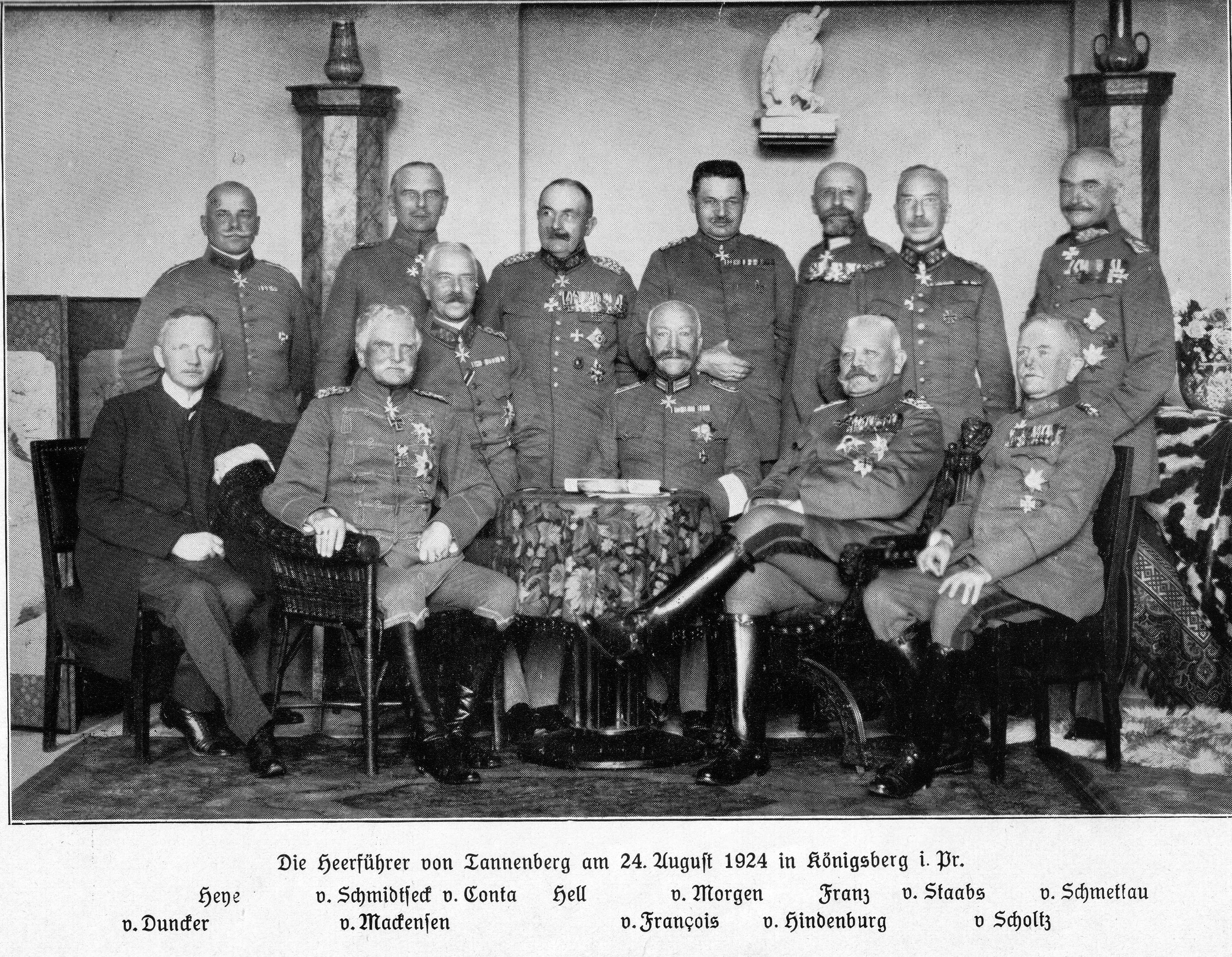
Hermann von François bij de herdenking 10 jaar na de Slag bij Tannenberg

## Familie
Hermann was de tweede zoon van de Pruisische generaal-majoor Bruno von François (1818–1870), gesneuveld in de Frans-Duitse Oorlog en diens echtgenote Marie Amalie Helene von Wentzel (1829–1909). Zij waren hugenoten. Zijn oudere broer Curt maakte kaarten van de kolonie Duits-Zuidwest-Afrika. Zijn jongere broer Hugo sneuvelde in 1904 in Duits-Zuidwest-Afrika in gevecht tegen de Herero.

## Opleiding
François bezocht de cadettenscholen in Wahlstatt en Berlijn. Hij werd Page van Keizer Wilhelm I van Duitsland. Op 15 april 1875 werd hij Sekondelieutenant in het 1e garderegiment te voet van het Pruisisch leger. Op 1 oktober 1884 kreeg hij bijkomende opleiding aan de Pruisische krijgsacademie. Drie jaar later ging hij als Hauptmann bij de generale staf. Op 18 april 1901 werd hij Oberstleutnant, op 18 april 1903 Oberst en op 24 augustus 1904 kreeg hij het bevel over het Königin Elisabeth Garde-Grenadier-Regiment Nr. 3 in Charlottenburg. Op 18 november 1907 kreeg hij het bevel over de 49e Infanteriebrigade. Op 27 januari 1908 werd hij Generalmajor. Op 20 maart 1911 werd hij Generalleutnant en kreeg hij het bevel over de 13e divisie in Münster. Op 1 oktober 1913 kreeg hij het bevel over het 1e Legerkorps in Koningsbergen. Op 19 augustus 1914 werd hij General der Infanterie.

## Slagen bij Stallupönen en Gumbinnen
Bij het begin van de Eerste Wereldoorlog lag zijn 1e Korps van het 8e Leger in Oost-Pruisen. Tegen het uitdrukkelijk bevel van Maximilian von Prittwitz legde hij zijn troepen vlak aan de grens en ging hij de Slag om Stallupönen aan. Toen Prittwitz daarvan hoorde, stuurde hij een adjudant om François te bevelen de aanval te staken en terug te trekken. François antwoordde:
"Generaal von François zal terugtrekken nadat hij de Russen heeft verslagen."
Ook tegen alle bevelen in viel hij in de Slag bij Gumbinnen aan 4 uur voor zijn tijd.

## Slag bij Tannenberg
Tijdens de Slag bij Tannenberg (1914) einde augustus 1914 negeerde hij twee bevelen van de opperbevelhebber van het 8e Leger, Paul von Hindenburg en diens stafchef Erich Ludendorff. Eerste stelde hij op eigen houtje de aanval van zijn korps bij Usdau twee dagen uit. Daarna legde hij bevelen naast zich neer om de aanval te beperken en te consolideren. Aleksandr Solzjenitsyn beschreef hem als strategisch visionair.

## Eerste Slag bij de Mazurische Meren
Na de Eerste Slag bij de Mazurische Meren kreeg hij op 8 oktober 1914 een maand lang het opperbevel over het 8e Leger omdat hij goede indruk had gemaakt op keizer Wilhelm II van Duitsland. Toen generaal Richard von Schubert hem bevel gegeven had om terug te trekken, had hij per telegram geantwoord:
"De bevelhebber heeft slechte raad gekregen".
Op 24 december 1914 werd hij overgeplaatst naar het 41e reservekorps in Picardië.

## Gorlice-Tarnów-offensief
In april 1915 werd hij overgeplaatst naar Galicië. Begin mei vocht hij met het 11e Leger in de Gorlice-Tarnów-offensief en ontving op 14 mei 1915 het Pour le Mérite.

## Slag om Verdun
Na de herovering van Lemberg trok hij naar het westfront, waar hij op 29 juni 1915 het bevel kreeg over het 7e Legerkorps, dat vanaf juni 1916 in de Slag om Verdun vocht. Midden juli 1916 kreeg hij het bevel over de westelijke aanval aan de Maas. Voor zijn inzet in Verdun en in de Slag bij de Aisne kreeg hij op 27 juli 1917 het eikenloof bij zijn Pour le Mérite.
Eind mei 1918 vocht hij met zijn korps tussen Soissons en Reims. Midden juni moest hij terugtrekken naar Noyon.

## Pensioen
Op 6 juli 1918 werd hij van zijn bevel ontheven en op 14 oktober 1918 kreeg hij het Grootkruis in de Orde van de Rode Adelaar met eikenloof en zwaarden en werd hij op pensioen gesteld.
Hij schreef 10 boeken over krijgsgeschiedenis, waaronder in 1920 Marneschlacht und Tannenberg en ontving daarvoor op 20 mei 1925 een eredoctoraat van de Universiteit van Tübingen.

## Onderscheidingen
- Pour le Mérite op 14 mei 1915[1]
  - Eikenloof op 27 juli 1917[1]
- Kroonorde, 1e Klasse
- Onderscheiding voor Trouwe Dienst
- Ere-Commandeur in de Huisorde van Hohenzollern
- Commandeur der Tweede Klasse in de Huisorde van Albrecht de Beer
- Commandeur der Eerste Klasse in de Orde van de Leeuw van Zähringen
- Kruis der Tweede Klasse in de Orde van Militaire Verdienste
- Commandeur der Eerste Klasse in de Orde van Philipp de Grootmoedige
- Erekruis der Eerste Klasse van de Erekruis van het gehele Vorstelijke Huis van Lippe
- Vorstelijk Reussisch Ereteken, 2e Klasse
- Commandeur der Tweede Klasse in de Saksisch-Ernestijnse Huisorde
- Vorstelijk Schwarzburgs Erekruis, 2e Klasse
- Commandeur in de Orde van de Verlosser
- Commandeur in de Orde van Sint-Mauritius en Sint-Lazarus
- Orde van de Zwarte Adelaar
- IJzeren Kruis 1914, 1e Klasse en 2e Klasse
- Orde van Verdienste, 1e Klasse